# Pilum

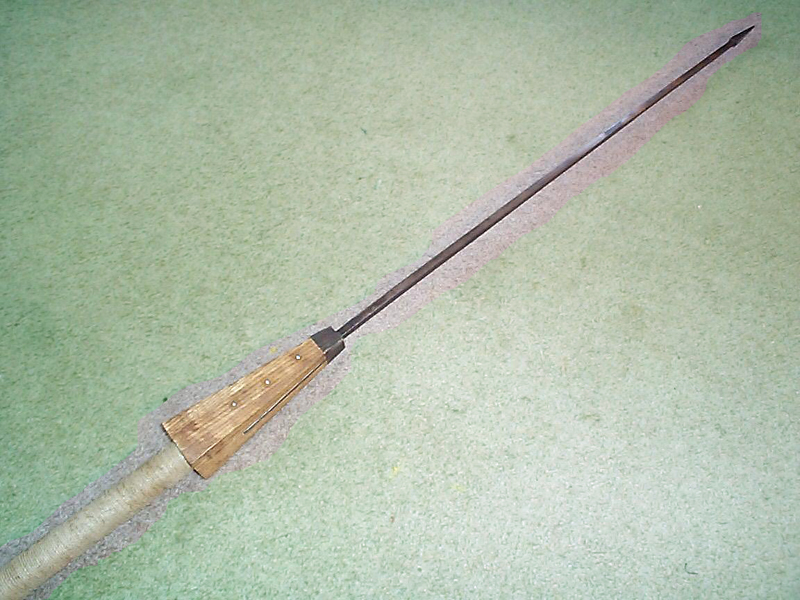
Reconstructie van een pilum

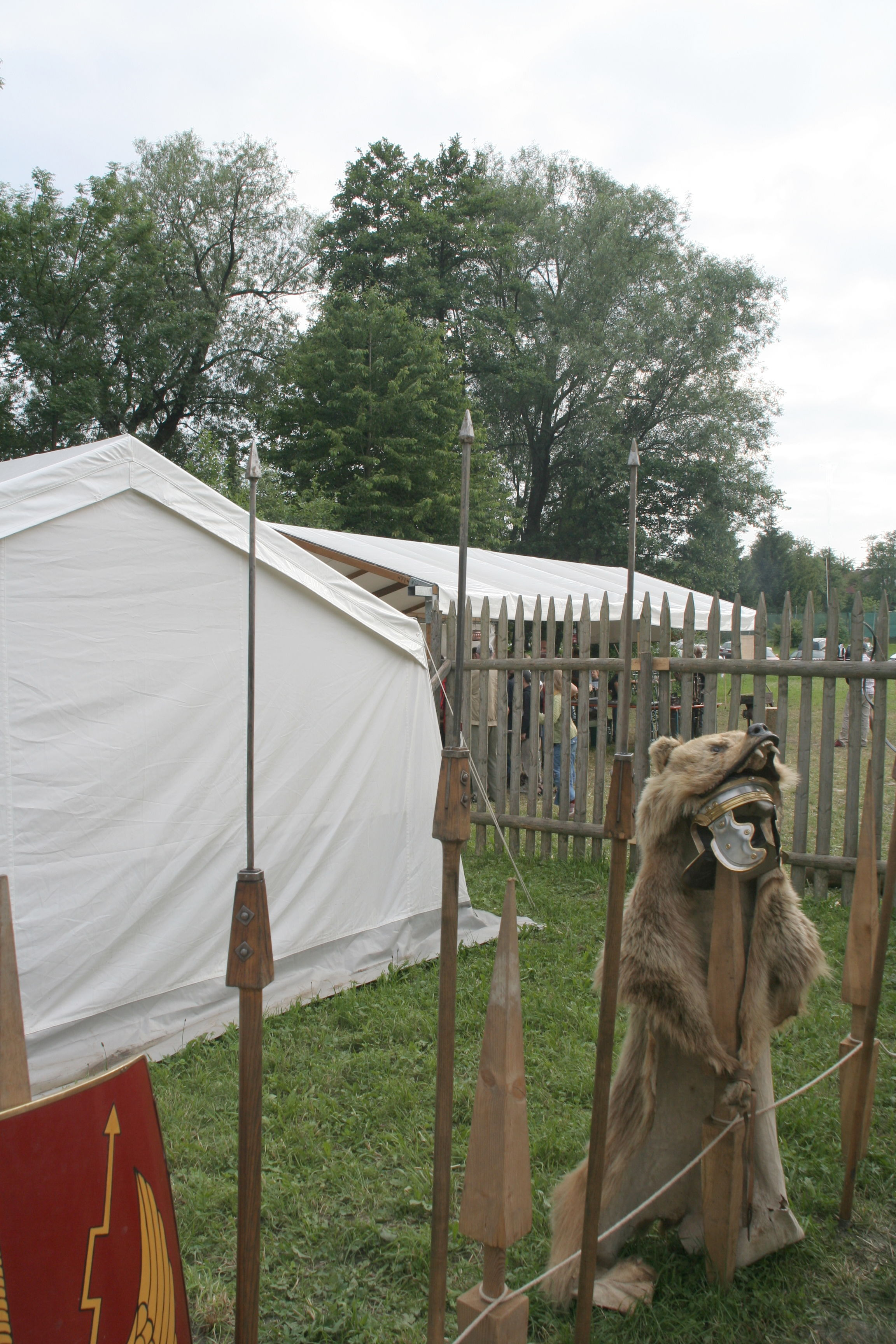
Close-up van re-enactment pila

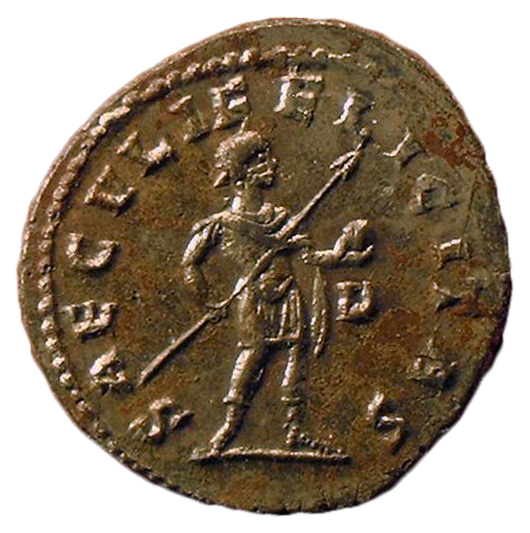
Romeinse munt met Carinus die een rijksappel en pilum in zijn handen heeft

Een pilum (meervoud: pila) is een werpspeer die werd gebruikt in het Romeinse leger. De speer bestond uit een rond stuk hout van ca. 120 tot 140 cm waarop een dun vierkant ijzeren staaf van ca. 60 cm lengte en 7 mm dikte was bevestigd. De punt van de pilum was piramidevormig, wat ervoor zorgde dat bij het doorboren van een schild of slachtoffer het onmogelijk was de pilum te verwijderen zonder grotere schade te veroorzaken, waarbij de onderkant van de piramidevorm werkte als weerhaak.
De pilum woog normaal gesproken tussen de twee en vier kilo. Overgebleven afbeeldingen suggereren dat sommige versies van de pilum een loden gewicht hadden om meer inslagkracht te geven, maar hier zijn geen archeologische bewijzen van.
In de vroegere dagen van het Romeinse Rijk werden kleinere varianten van de pilum gebruikt. Vergelijkbaar met de pilum bestond bij de Germaanse volkeren de angon.

## Gebruik van de pilum
Voordat de legionairs hun gladius (kort steekzwaard) trokken werd de pilum gegooid om de eerste slag toe te brengen en daarmee vlak voor het werkelijk in gevecht raken een voorsprong te krijgen op de vijand.
De legionairs droegen elk twee pila.
De werpafstand van de pilum was ca. 30 meter, maar effectief was het tot 10 of 20 meter.
In het geval dat de pilum een schild raakte zou het betekenen dat de drager van het schild de pilum niet snel eruit kon trekken en verder moest gaan met een lange speer in zijn schild gestoken. Daarom zal vaak de keuze gemaakt zijn het schild weg te gooien en onbeschermd de slag in te gaan.
Bij het raken van een persoon waren er twee keuzes mogelijk: terugtrekken of doorduwen (waarbij ook nog extra organen geraakt konden worden). Zeker is dat dit in beide gevallen veel lichamelijke schade opleverde.
Lange tijd is gedacht dat het ijzer vlak onder de punt welbewust zwakker was gemaakt.
Dit zou zijn gedaan om te zorgen dat een pilum bij inslag vlak onder de punt omboog en daarmee onbruikbaar was om terug te gooien.
Er wordt tegenwoordig van uitgegaan dat de pilum alleen bedoeld was om te doden of schade toe te brengen.
Het eventueel ombuigen van de punt wordt als gemakkelijke bijkomst beschouwd en zou niet met opzet gepland zijn.

## Vegetius
De Laat-Romeinse schrijver Vegetius schreef in De Re Militari over de Romeinse werpsperen.
Hij schrijft hier over de spiculum, de opvolger van de pilum, die dezelfde eigenschappen als de pilum had.
De werpsperen van de infanterie waren speren met een driehoekige scherpe metalen punt, 28 tot 30,5 cm lang, en werden piles genoemd. Wanneer deze een schild raakten was het onmogelijk ze eruit te trekken, en wanneer er met kracht en geoefendheid werd gegooid konden zij zonder problemen lichaamsbepantsering doorboren.
Een later stuk uit hetzelfde werk:
Ze droegen twee speren, de grootste bestond uit een schacht van 167 cm en een driehoekige punt van 23 cm lang. Deze werd voorheen de pilum genoemd maar staat nu bekend onder de naam spiculum. De soldaten waren specifiek getraind in het gebruik van dit wapen, want bij het gooien van de pilum met kracht en geoefendheid penetreerde de pilum vaak de schilden of de bepantsering van de paarden.

## Voetnoten
1. ↑  Connolly, 1998, p233.
2. ↑  Vegetius, Boek I. De Re Militari. Gearchiveerd op 16 juli 2012. Geraadpleegd op 24 augustus 2006.
3. ↑  Vegetius, De Re Militari II 15.